# Sunbeam (band)
Sunbeam is een Duitse elektronische muziekformatie. De groep bestaat uit Florian Preis (1972, Bensheim) en Michael Gerlach (1973, Teheran). Vanaf 1992 maken zij progressive dance/trance-producties en remixes.
De grootste hit van Preis en Gerlach is het nummer "Outside world" (1994), een hard trance-single met samples uit de anime film Akira ("You know we aren't meant to exist in the outside world" en "I came to get you"). De track werd ook opgenomen op het compilatie-album Rave Parade 2, dat werd samengesteld door het Nederlandse duo Charly Lownoise en Mental Theo.

## Discografie
- 1994: E.P. Of High Adventure (CD)
- 1994: Outside World E.P. (Vinyl/Single)
- 1994: Outside World (Mixes) (Vinyl/Single)
- 1994: Sunbeam EP (Vinyl in Italy)
- 1995: Love Is Paradise (Vinyl/Single)
- 1995:   Out of reality (CD/Album - USA only)
- 1996: Arms Of Heaven (Vinyl/Single)
- 1997: Dreams (Vinyl/Single)
- 1997: Out Of Reality (US-Album)
- 1998: Lost In Music (Promo-Vinyl)
- 1999: Outside World (Vinyl/Single)
- 2000: Versus (Tomcraft  vs. Sunbeam) (Vinyl/Single)
- 2000: Wake Up (Vinyl/Single)
- 2001: Do It (Vinyl/Single)
- 2001: One Minute In Heaven (Vinyl/Single)
- 2001: Lightyears (Album)
- 2003: Watching The Stars (Vinyl)
- 2004: Low Gravity (Vinyl)